# Josh Windass
Joshua Dean Windass (Hull, 9 januari 1994) is een Engels voetballer die doorgaans speelt als middenvelder. In juli 2025 verruilde hij Sheffield Wednesday voor Wrexham. Hij is de zoon van oud-voetballer Dean Windass.

## Clubcarrière
Windass speelde tien jaar in de jeugdopleiding van Huddersfield Town. Na zijn vertrek hier maakte hij zijn debuut als seniorenspeler bij amateurclub Harrogate Railway Athletic. Na een jaar verdiende de middenvelder een professioneel contract bij Accrington Stanley, waarmee hij in de League Two ging spelen. Windass maakte in november 2015 bekend zijn aflopende verbintenis bij Accrington niet te gaan verlengen.
Zijn nieuwe club werd uiteindelijk Rangers, waar hij in januari 2016 een voorcontract tekende dat die zomer in zou gaan en zou lopen tot medio 2020. Deze verbintenis werd in februari 2018 met één seizoen verlengd tot de zomer van 2021. In de zomer van 2018 verkaste Windass voor circa 2,2 miljoen euro naar Wigan Athletic, waar hij zijn handtekening zette onder een verbintenis voor de duur van drie seizoenen. In januari 2020 werd de middenvelder voor een halfjaar gehuurd door Sheffield Wednesday.
Die club nam hem een half seizoen later ook definitief over. Na het seizoen 2020/21 degradeerde de club naar de League One, om aan het einde van het seizoen 2022/23 de play-offs te winnen en weer terug te keren in het Championship. Hierop verlengde Windass zijn contract met één seizoen. Uiteindelijk verliep zijn verbintenis in de zomer van 2025, waarop hij verkaste naar Wrexham en daar voor drie jaar tekende.

## Clubstatistieken
| Seizoen | Club                  | Competitie   | Competitie | Competitie | Beker | Beker | Internationaal | Internationaal | Totaal | Totaal |
| Seizoen | Club                  | Competitie   | Wed.       | Dlp.       | Wed.  | Dlp.  | Wed.           | Dlp.           | Wed.   | Dlp.   |
| ------- | --------------------- | ------------ | ---------- | ---------- | ----- | ----- | -------------- | -------------- | ------ | ------ |
| 2013/14 | Accrington Stanley    | League Two   | 10         | 0          | 1     | 0     | —              | —              | 11     | 0      |
| 2014/15 | Accrington Stanley    | League Two   | 35         | 6          | 5     | 0     | —              | —              | 40     | 6      |
| 2015/16 | Accrington Stanley    | League Two   | 32         | 16         | 3     | 1     | —              | —              | 35     | 17     |
| 2016/17 | Rangers               | Premiership  | 21         | 0          | 6     | 1     | —              | —              | 27     | 1      |
| 2017/18 | Rangers               | Premiership  | 33         | 13         | 7     | 5     | 1              | 0              | 41     | 18     |
| 2018/19 | Rangers               | Premiership  | 1          | 0          | 0     | 0     | 4              | 0              | 5      | 0      |
| 2018/19 | Wigan Athletic        | Championship | 39         | 5          | 1     | 0     | —              | —              | 40     | 5      |
| 2019/20 | Wigan Athletic        | Championship | 15         | 4          | 1     | 0     | —              | —              | 16     | 4      |
| 2019/20 | → Sheffield Wednesday | Championship | 9          | 3          | 0     | 0     | —              | —              | 9      | 3      |
| 2020/21 | Sheffield Wednesday   | Championship | 41         | 9          | 3     | 1     | —              | —              | 44     | 10     |
| 2021/22 | Sheffield Wednesday   | League One   | 11         | 4          | 1     | 0     | —              | —              | 12     | 4      |
| 2022/23 | Sheffield Wednesday   | League One   | 37         | 12         | 5     | 4     | —              | —              | 42     | 16     |
| 2023/24 | Sheffield Wednesday   | Championship | 25         | 6          | 3     | 1     | —              | —              | 28     | 7      |
| 2024/25 | Sheffield Wednesday   | Championship | 44         | 13         | 3     | 0     | —              | —              | 47     | 13     |
| 2025/26 | Wrexham               | Championship | 0          | 0          | 0     | 0     | —              | —              | 0      | 0      |
| Totaal  | Totaal                | Totaal       | 353        | 91         | 39    | 13    | 5              | 0              | 396    | 104    |

Bijgewerkt op 24 juli 2025.